# Kenneth S. Russell
Pour les articles homonymes, voir Russell.
Kenneth S. Russell est un astronome australien.

## Biographie
Kenneth S. Russell est un astronome australien principalement investi dans l'observation et la recherche d'astéroïdes et de comètes. Il a ensuite étendu ses recherches aux supernovae. L'astéroïde (3714) Kenrussell a été nommé en son honneur.

## Découvertes
Le 10 septembre 2015, Russell a découvert deux astéroïdes 1979 XB et (17483) 1991 RA, et codécouvert une supernova ainsi que treize comètes, dont certaines avec la collaboration d'autres astronomes. 
Dans l'ordre chronologique de ses découvertes, on peut lister :
| Type d'objet      | Nom                                    | Date de la découverte | Codécouvreur       | Source |
| comète            | 83D/Russell (Russell 1)                | 16 juin 1979          | -                  | [ 2 ]  |
| astéroïde Apollon | 1979 XB                                | 11 décembre 1979      | -                  | [ 3 ]  |
| comète            | C/1980 R1 (Russell)                    | 6 septembre 1980      | -                  | [ 4 ]  |
| comète            | 89P/Russell (Russell 2)                | 28 septembre 1980     | -                  | [ 5 ]  |
| comète            | 91P/Russell (Russell 3)                | 14 juin 1983          | -                  | [ 6 ]  |
| comète            | 94P/Russell (Russell 4)                | 2 mars 1984           | -                  | [ 7 ]  |
| comète            | 156P/Russell-LINEAR (Russell-LINEAR 1) | 3 septembre 1986      | LINEAR             | ,      |
| comète            | C/1989 Y2 (McKenzie-Russell)           | 21 décembre 1989      | Patricia McKenzie  | [ 10 ] |
| comète            | C/1991 C3 (McNaught-Russell)           | 12 février 1991       | Robert H. McNaught | [ 11 ] |
| comète            | C/1991 Q1 (McNaught-Russell)           | 30 août 1991          | Robert H. McNaught | [ 12 ] |
| supernova         | SN 1991ar                              | 2 septembre 1991      | Robert H. McNaught | ,      |
| comète            | C/1991 R1 (McNaught-Russell)           | 3 septembre 1991      | Robert H. McNaught | [ 15 ] |
| comète            | C/1993 Y1 (McNaught-Russell)           | 17 décembre 1993      | Robert H. McNaught | [ 16 ] |
| comète            | 262P/McNaught-Russell                  | 12 décembre 1994      | Robert H. McNaught | [ 17 ] |
| comète            | C/1996 P2 (Russell-Watson)             | 10 août 1996          | Fred G. Watson     | [ 18 ] |